# 特列蒂島
特列蒂島是俄羅斯的島嶼，位於鄂霍次克海北端舍利霍夫灣西岸，由哈巴羅夫斯克邊疆區負責管轄，長8公里、寬3.7公里，該島北面2.3公里有一個長700米、寬400米的小島。

## 外部連結
- Location （页面存档备份，存于）
- Satellite picture （页面存档备份，存于）
- Geographical data[永久]
- Russian Robinson Club
- Koryakia （页面存档备份，存于）
- Island list （页面存档备份，存于）

61°34′N 162°34′E / 61.567°N 162.567°E